# Zalman Reisen
Zalman Reisen (1887–1939) var en judisk filolog som verkade i Vilna innan andra världskriget. Han var 1925 en av grundarna till YIVO (Yiddisher visnshaftlekher institut) tillsammans med bland andra Max Weinreich. Reisen var dessutom chefredaktör för den jiddisch-språkiga dagstidningen Vilner Tog, samt ordförande för den judiska Pen-klubben. 
I oktober 1939 när Röda armen intog Litauen och Vilna så arresterade de sovjetiska trupperna Reisen. Han fördes bort, troligen till Sibirien, och hördes sedan aldrig av mer. 